# Emelie Öhrstig
Frida Emelie Öhrstig (ur. 27 lutego 1978 w Borås) – szwedzka biegaczka narciarska, kolarka górska i szosowa, złota medalistka mistrzostw świata w narciarstwie klasycznym.

## Kariera
Igrzyska olimpijskie w Turynie w 2006 roku były pierwszymi i zarazem ostatnimi w jej karierze. Zajęła tam 22. miejsce w sprincie techniką dowolną oraz 47. miejsce w biegu na 10 km stylem klasycznym.
W 2003 roku wystartowała na mistrzostwach świata w Val di Fiemme, gdzie zajęła 21. miejsce w sprincie stylem dowolnym. Dwa lata później, podczas mistrzostw świata w Oberstdorfie została mistrzynią świata w sprincie techniką klasyczną, wyprzedzając swoją rodaczkę Linę Andersson o 1,3 sekundy oraz Kanadyjkę Sarę Renner o 1,4 sekundy. Na tych samych mistrzostwach wraz z Anną Dahlberg zajęła 9. miejsce w sprincie drużynowym stylem dowolnym.
Najlepsze wyniki w Pucharze Świata odnosiła w sezonach 2004/2005 i 2005/2006, kiedy to zajmowała 25. miejsce w klasyfikacji generalnej. Ponadto Öhrstig była dwukrotnie mistrzynią Szwecji w 2005 roku: w sprincie techniką klasyczną oraz w biegu na 15 km stylem dowolnym.
Ponadto Öhrstig uprawiała także kolarstwo górskie i szosowe, zdobywając między innymi srebrny medal w cross-country juniorów podczas mistrzostw świata MTB w Cairns. Jako juniorka była także dwukrotnie mistrzynią Szwecji w kolarstwie górskim (1995 i 1996) i raz na szosie (1996). Trzykrotnie zdobywała medale na mistrzostwach krajów skandynawskich, w tym dwa złote w Lahti w 1999 roku.

## Osiągnięcia

### Igrzyska olimpijskie
| Miejsce | Dzień     | Rok  | Miejscowość | Konkurencja             | Czas biegu | Strata  | Zwyciężczyni     |
| ------- | --------- | ---- | ----------- | ----------------------- | ---------- | ------- | ---------------- |
| 47.     | 16 lutego | 2006 | Turyn       | 10 km stylem klasycznym | 27:51,4    | +3:40,2 | Kristina Šmigun  |
| 22.     | 22 lutego | 2006 | Turyn       | Sprint stylem dowolnym  | 2:12,3     | -       | Chandra Crawford |

### Mistrzostwa świata
| Miejsce | Dzień     | Rok  | Miejscowość   | Konkurencja                      | Czas biegu | Strata | Zwyciężczyni  |
| ------- | --------- | ---- | ------------- | -------------------------------- | ---------- | ------ | ------------- |
| 21.     | 26 lutego | 2003 | Val di Fiemme | Sprint stylem dowolnym           | 3:28,8     | –      | Marit Bjørgen |
| 1.      | 22 lutego | 2005 | Oberstdorf    | Sprint stylem klasycznym         | 2:15,5     | -      | -             |
| 9.      | 25 lutego | 2005 | Oberstdorf    | Sprint drużynowy stylem dowolnym | 12:19,7    | +32,2  | Norwegia      |

### Puchar Świata

#### Miejsca w klasyfikacji generalnej
- sezon 1999/2000: 71.
- sezon 2000/2001: 89.
- sezon 2001/2002: 80.
- sezon 2002/2003: 36.
- sezon 2003/2004: 31.
- sezon 2004/2005: 25.
- sezon 2005/2006: 25.

#### Miejsca na podium
Öhrstig nigdy nie stawała na podium indywidualnych zawodów Pucharu Świata.